# L'après-midi d'un faune (poema)

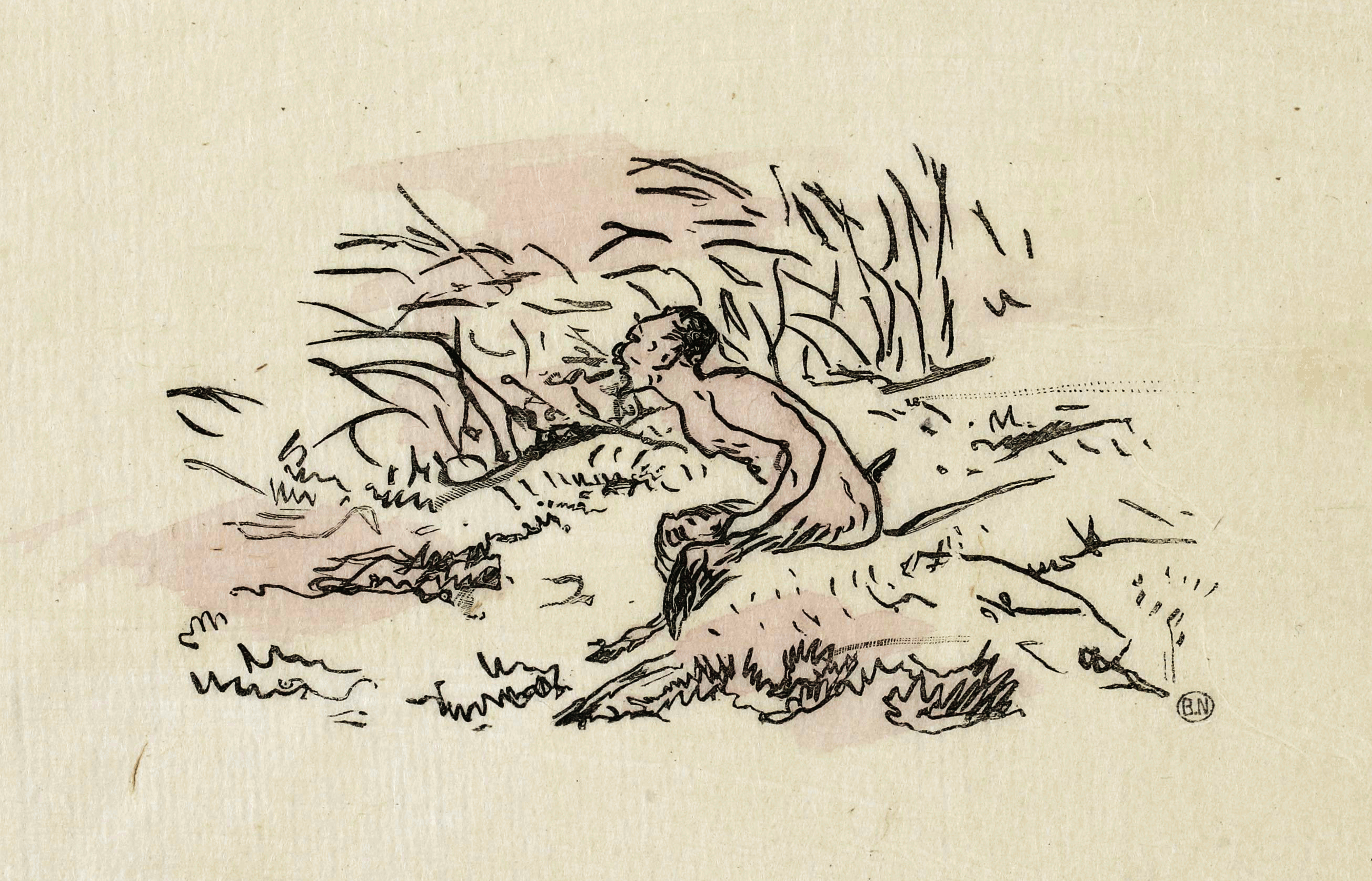
Frontispicio de "L'après-midi d'un faune", dibujado por Édouard Manet.

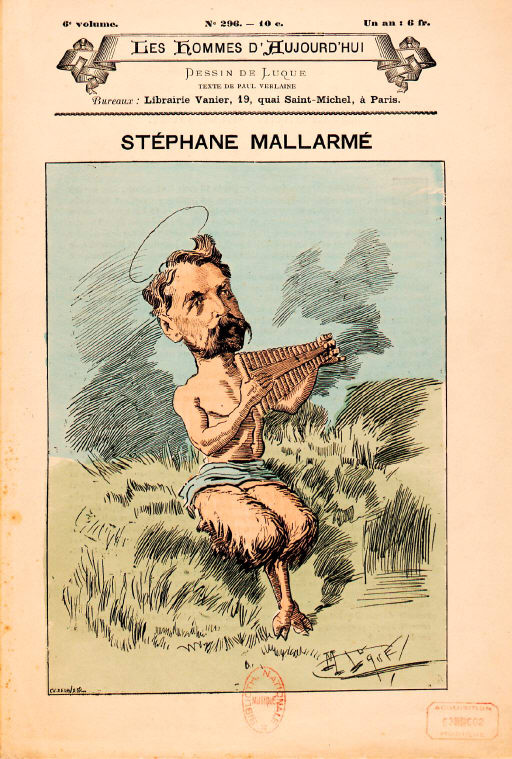
Stéphane Mallarmé como un fauno, cubierta de la revista literaria Les hommes d'aujourd'hui, 1887

"L'après-midi d'un faune" o "La siesta de un fauno" es un poema del autor francés Stéphane Mallarmé. Es su trabajo más conocido y un hito en la historia de simbolismo en literatura francesa. Paul Valéry lo consideró el poema más grande en literatura francesa.
Las versiones iniciales fueron escritas entre 1865 y 1867, y el texto fue publicado en 1876. Describe las experiencias sensuales de un fauno que acaba de despertar de su siesta y habla de sus encuentros con varias ninfas durante la mañana anterior.
El poema de Mallarmé inspiró el trabajo orquestal Prélude à l'après-midi d'un faune de Claude Debussy que sirvió de fondo al ballet La siesta de un fauno coreografiado por Vaslav Nijinsky para los Ballets Rusos. Las obras de Debussy y Njinsky tuvieron una gran importancia en el desarrollo de la corriente artística conocida como modernismo.

## Lecturas complementarias

### Traducciones
- (Inglés) La Tarde del Fauno, traducido por Roger Fry, en Los Poemas de Mallarmé, Chatto y Windus, 1936 OCLC 1616026
- (Inglés) Un Fauno por la tarde, traducido por E.H. Blackmore Y Un.M. Blackmore, en Recogió Poemas y Otro Verso, 2006
- (Inglés) Recogió Poemas: Una Edición Bilingüe, Stéphane Mallarmé, traducido por Henry Weinfield, Universidad de Prensa de California, OCLC 9780520948112 (1.ª edición 1994 ISBN 9780520948112; 2.ª edición 2011 ISBN 0520948114)
- (Finlandés) Faunin iltapäivä: valitut runot, Einari Aaltonen, 20 Notas...

1. ↑  Stephane Mallarme, Recogió Poemas.